# Бард (Средневековье)
Бард (от кельтского bardos, восходит к праиндоевропейскому *gwerh — провозглашать, петь) — певцы и поэты у кельтских народов, одна из категорий друидов. В середине XV века слово бард из гэльского языка вошло в шотландский диалект английского в значении «бродячий музыкант» (по-видимому, с пренебрежительным оттенком).

## Ирландские поэты
В средневековой Ирландии существовало две группы поэтов — барды и филиды. Согласно древнему ирландскому закону барды имели более низкий статус и не могли сочинять определённые тексты (предания о старине, мифы, поэтические пророчества).
Ирландские барды сформировали профессиональную наследственную касту высококвалифицированных поэтов. Они были знакомы с историей и традициями кланов и страны, а также с различными поэтическими приёмами: силлабическое стихосложение, парарифма, ассонанс и аллитерация. Как должностные лица при дворе короля или вождя, барды имели ряд официальных функций. Они были летописцами и сатириками, задачей которых было восхвалять своих хозяев, и критиковать их соперников.

## Валлийские барды
Упоминания о легендарных бардах сохранились в средневековой валлийской литературе, например в Красной Книге из Хергеста и Книге Талиесина. Барды Анейрин и Талиесин могли быть отражением исторических бардов, живших в VI—VII-м веках. Нам доступно очень мало информации о раннесредневековых валлийских традициях, но о более позднем времени мы можем узнать из цикла Артуриана и легенд о Короле Артуре, относящихся к XIII веку.
Валлийская бардовская традиция появляется в том же XIII веке и сохраняется до эпохи позднего средневековья, где она представлена такими поэтами как Давид ап Гвилим.

## Эпоха романтизма и современное значение
Новое значение слово бард получило в английской культуре эпохи романтизма. Институт бардов воспевали многие британские поэты, в том числе сэр Вальтер Скотт. Бардом в качестве эпитета называли поэтов Шекспира и Бёрнса.

### Россия XIX века
Через английскую литературу слово в его значении понемногу стало взрастать и в русской почве XIX века, главным образом — в творчестве поэтов. Так, Александр Одоевский, поэт и декабрист, писал из сибирского города Ишим, где находился в ссылке, Александру Сергеевичу Пушкину, в ответ на его послание:
Но будь спокоен, бард: цепями,
Своей судьбой гордимся мы...